# 早川健太
早川 健太（はやかわ けんた　1998年9月16日 - ）は、小樽市生まれの競技麻雀のプロ雀士。
日本プロ麻雀連盟所属。団体内の段位は二段。一橋大学卒業。第3期若獅子戦優勝。

## 人物
極度の偏食家である。魚は食べられない、野菜も食べない、貝類もダメ、フルーツアレルギー。肉と玉子とお米とお菓子以外は食べない。

## 獲得タイトル
- 若獅子戦(第3期)[2]